# CTS라디오
CTS라디오는 대한민국의 방송국 CTS기독교TV의 라디오 채널 중 하나이다. 매일 오전 5시부터 다음 날 새벽 5시까지 하루 24시간 방송된다. 2015년 12월 1일부터 인터넷 방송이 개국되었다.

## 연혁
- 2015년 12월 1일 CTS라디오JOY 개국.

## 채널 구성
- 복음성가
- CCM
- 연주곡
- 찬송가

2023년 기점으로 종합편성채널이 폐지되어 4개 채널만 존재한다.

## 지부
| 방송국         | 주소                           | 연락처       | 홈페이지       |
| -------------- | ------------------------------ | ------------ | -------------- |
| CTS라디오 본사 | 서울특별시 동작구 노량진로 100 | 02)6333-1000 | CTS라디오 본사 |

## 같이 보기
- CTS기독교TV